# Choi Min-kyung
Choi Min-kyung (hangul: 최민경, hancha: 崔敏敬) (ur. 25 sierpnia 1982 w Seulu) – południowokoreańska i francuska łyżwiarka szybka, specjalizująca się w short tracku, mistrzyni olimpijska z Salt Lake City.
Trzykrotnie uczestniczyła w zimowych igrzyskach olimpijskich. W 1998 roku na igrzyskach w Nagano zajęła czwarte miejsce w biegu na 500 m. Na igrzyskach w Salt Lake City w 2002 roku zdobyła złoty medal olimpijski w sztafecie 3000 m, w której wystąpiła wspólnie z Choi Eun-kyung, Park Hye-won i Joo Min-jin.
Wzięła udział również w igrzyskach w Turynie, podczas których wystąpiła w barwach francuskich. Zajęła piąte miejsce w sztafecie, a w biegu na 1000 m została zdyskwalifikowana.